# Новозаводський район
Новозаводський район м. Чернігів. Створено 03.01.1974 шляхом поділу міста на два райони — Новозаводський район і Деснянський район. Межа між ними проходить по проспекту Миру. До складу Новозаводського району входить територія на захід від проспекту Миру: Чорториївські Яри, Забарівка, Західне, Коти, Лісковиця, Масани, Подусівка Нова'', Подусівка Стара. Площа Новозаводського району — 3262 га.

## Місцевості Новозаводського району
- Холодні Яри ,
- Болдині гори,
- Землянки ,
- Чорториївські Яри ,
- Забарівка ,
- Західне ,
- Коти ,
- Лісковиця,
- Масани,
- Шерстянка,
- Нова Подусівка ,
- Стара Подусівка.

## Освіта
В Новозаводському районі міста діє розгалужена система навчальних закладів дошкільної, шкільної і позашкільної освіти, вищих навчальних закладів, як III—IV, так і І—ІІ рівнів акредитації.